# Jagdpanzer 38(t) Hetzer
Jagdpanzer 38(t) "Hetzer" (även kallad Panzerjäger 38(t)) var en tysk pansarvärnskanonvagn baserad på chassit av den väl utprovade och driftsäkra Panzer 38(t). Den hade en 75 mm pansarvärnskanon med fyra mans besättning. 

## Namnet
Det officiella namnet var Jagdpanzer 38(t) (T för Tschechoslowakei, det tyska namnet på Tjeckoslovakien). Den vagnen som skulle kallats Hetzer var en variant i Entwicklung-serien kallad E-10. Škodafabriken som tillverkade vagnen blandade ihop de två namnen Jagdpanzer 38(t) och E-10 Hetzer i dokumentationen så att den första bataljonen som fick vagnen kallade den för Hetzer i ett par veckor innan felet klargjordes. Eftersom namnet var passande fanns det vissa som fortsatte kalla vagnen för Hetzer mer informellt. Det finns ett brev av Heinz Guderian till Hitler som hävdar att ett inofficiellt namn, Hetzer, spontant har använts av trupper som använder Jagdpanzer 38(t). Efter kriget har namnet populariserats av historiker och entusiaster och används ofta i böcker, filmer, datorspel och museum, trots att det aldrig användes i officiella dokument.
"Hetzer" betyder hetsare (i hetsjakt) och i överförd betydelse uppviglare.

## Historia
Jagdpanzer 38(t) var framför allt avsedd att ingå i infanteridivisionernas pansarvärnsbataljoner och därigenom ersätta tidigare modeller av framför allt Marder I, Marder II och Marder III. Jagdpanzer 38(t) var överlägsen Marder på grund av avsevärt förbättrat pansarskydd och lägre profil.[källa behövs]
Jagdpanzer 38(t) är baserad på en rumänsk pvkv-vagn som hette Mareșal.[källa behövs] Mareșal var baserad på chassit av en T-60. Man byggde om överbyggnaden med sluttande pansar och gav den en pansarvärnskanon. Rumänien visade vagnen för Tyskland som blev imponerade av vagnens skydd och hastighet. Tyskarna studerade konceptet och beslöt att bygga en egen variant baserad på Panzer 38(t).[källa behövs]
En modell av Jagdpanzer 38(t) förevisades för Hitler den 20 april 1944. I april 1944 producerades de första 20 vagnarna och den månatliga produktionen steg därefter avsevärt. Fram till maj 1945 producerades inte mindre än 2 584 vagnar. Planer fanns att utöka den månatliga produktionen till 1 000 vagnar men kriget tog slut innan detta hann förverkligas.[källa behövs] I och med att så många Jagdpanzer 38(t) byggdes var den viktigare än andra mer kända större tyska fordon av liknande typ som Jagdpanther och Jagdtiger.[källa behövs]
Majoriteten av Jagdpanzer 38(t)-vagnarna tillfördes infanteri- och Volksgrenadier-divisioner inom Wehrmacht.[källa behövs] De första tillfördes fältförband i maj-juni på östfronten. De 15. och 76. infanteridivisionerna var bland de första förband som fick Jagdpanzer 38(t).[källa behövs] Mot slutet av kriget användes "Hetzer" ofta som substitut för stridsvagnar.[källa behövs] Många Jagdpanzer 38(t) deltog i Ardenneroffensiven 1944. Jagdpanzer 38(t) förblev i produktion ända till krigsslutet med ett flertal varianter under konstruktion.[källa behövs]
Hetzer var en effektiv pansarvärnskanonvagn på grund av dess mycket låga siluett, tekniska tillförlitlighet, rörlighet och mycket goda eldkraft (en T-34 eller M4 Sherman kunde penetreras framifrån på längre stridsavstånd).[källa behövs] Dessutom var vagnen relativt enkel och kostnadseffektiv vilket passade den hårt ansträngda tyska krigsekonomin i slutet av kriget.
Ett tjugotal Hetzer med eldkastare (Flammpanzer 38(t)) samt ett trettiotal med 150 mm kanon tillverkades. 106 stycken bärgningsvagnar (Bergepanzer) tillverkades också. Flammpanzer-varianten sattes in på västfronten 1945.[källa behövs]
Efter kriget började Tjeckien producera vagnen under namnet G-13 för export. G-13 hade en 7,5 cm KwK 40-kanon men avfyrade samma ammunition. G-13 gjorde tjänst i Schweiz och Tjeckien.[källa behövs]

## Varianter

### Tyska varianter
- Jagdpanzer 38(t) - Standardvariant med en 75 mm Pak39 L48 kanon.
- Befehlswagen 38(t) - Stridsledningsvariant med en 30W FuG 8 radio.
- Flammpanzer 38(t) - Jagdpanzer 38(t) modifierad med en eldkastare där kanonen ska sitta. Användes på västfronten, med första användningen under Ardenneroffensiven. Mindre än 50 producerade.
- Panzerjaeger 38(t) mit 75mm L/70 1 - Prototyp med en experimentell 7,5 cm KwK 42 L/70-kanon från Pz.V Panter. 3 prototyper byggda.
- Panzerjaeger 38(t) mit 75mm L/70 2 - Jagdpanzer 38(t) med den långa L/70 kanonen skapade problem med fjädringen så Krupp föreslog en omritad överbyggnad som skulle lätta på trycket. Stannade på pappret.
- Jagdpanzer 38(t) Starr - Förenklad version med en Tatra dieselmotor och en lavett kallad "Starr", som betyder styv, som sitter fast i golvet av vagnen. 10 byggda, 9  konverterade tillbaka till normala Jagdpanzer 38(t). Sista prototypen förstördes innan slutet av kriget.
- Panzerjaeger 38(t) Starr mit 105mm StuH 42/2 L/28 - Förslag att montera en 105 mm haubits i Jagdpanzer 38(t) med Starr lavett.
- 15 cm Schweres Infanteriegeschütz 33/2 (Sf) auf Jagdpanzer 38(t) - Jagdpanzer 38(t) med höjda väggar och öppet tak beväpnad med en 150 mm sIG 33 haubits. Skulle ersätta Grille. 30 byggda, från december 1944.
- Aufklärungspanzer mit 7,5 cm KwK-37 L/23 - Denna vagn är lik 15 cm siG 33 auf Jagdpanzer 38(t) men använder en kort 7,5 cm KwK 37 kanon. Det finns en annan Aufklärungspanzer mit 7,5 cm KwK-37 L/23 som byggdes på ett SdKfz 140/1-chassi, och ska inte förväxlas.
- Bergepanzer 38(t) - Bärgningsbandvagn som gavs till bataljoner med Jagdpanzer 38. 170 byggda.
- Bergepanzer 38(t) mit 2cm flak 38 - Luftvärnskanonvagnsprototyp med en 20 mm flak 38 automatkanon baserad på Bergepanzer 38(t). En byggd.
- Vollkettenaufklärer 38(t) - Spaningsfordon baserat på Bergepanzer 38(t). Flera prototyper testades. Beväpning var en eller två 20 mm Flak 38 automatkanoner.
- Vollkettenaufklärer 38(t) mit 7.5 cm K51 L/24 - Spaningsfordon baserat på Bergepanzer. Denna prototyp hade en kort 75 mm kanon.
- Vollkettenaufklärer 38(t) Kätzchen - Pansarbandvagn baserad på Jagdpanzer 38(t). Prototyper byggdes av BMM och beordrades till produktion men byggdes aldrig. Prototyperna tros har förstörts under slutet av kriget.
- Flakpanzer 38(t) Kugelblitz - Planerad produktionsvariant av Kugelblitz då pz.IV chassit slutade produceras. Inga byggdes.
- Panzerjäger 38(t) mit Pz.IV turm - Ett Krupp-förslag att montera ett pz.IV-torn med en 7.5 cm KwK 40 eller 8 cm PAW 600 kanon på jagdpanzer 38(t)-chassit. Förslaget nedröstades.
- Jagdpanzer 38(d) - D för Deutsch, planerad uppgradering av serien med ny modern tysk fjädring, större mått och mer pansar, 80 mm front och 50 mm runt om och en 75 mm L/70 med starr lavett. BMM planerade att producera 10 000 innan slutet av 1945.
- E-10 Hetzer - Inte tekniskt rellaterad till Jagdpanzer 38(t) men skulle uppfylla samma roll.

### Tjeckiska varianter
- ST-I - Tjeckisk beteckning för nybyggda eller reparerade Jagdpanzer 38(t) efter kriget. 249 i tjänst.
- ST-III/CVP - Förarträningsfordon, obeväpnad vagn, vissa med överbyggnad, 50 stycken byggda.
- Praga VT-III - Bärgningsbandvagn prototyp.
- PM-I - Eldkastarvagn prototyp. 75 mm kanonen monterades bort och en pansarplatta fästes över hålet där kanonen suttit. Ett torn monterades på taket med en eldkastare i.
- G-13 - Nybyggd Jagdpanzer 38(t) med pak40-kanon. Såldes till Schweiz. 38 byggda.

### Schweiziska varianter
- G-13 mit Pak 51 - Schweiz hade planer på att modifiera G-13 med 75 mm Pak 51-kanoner (SA50 L/57) från sina licensbyggda Panzer 51 (AMX-13). Detta skulle ökat genomslaget med ca 50 mm på alla avstånd.
- Laupen 16T - Lätt stridsvagn baserad på G-13. Chassit hade samma bärhjul, fjädring, pansartjocklek och lutningar som G-13 fast med ett lägre tak med ett torn på. Beväpningen var en 90 mm L/40 pansarvärnskanon och 2 stycken 7,5 mm kulsprutor.[3]

## Bilder

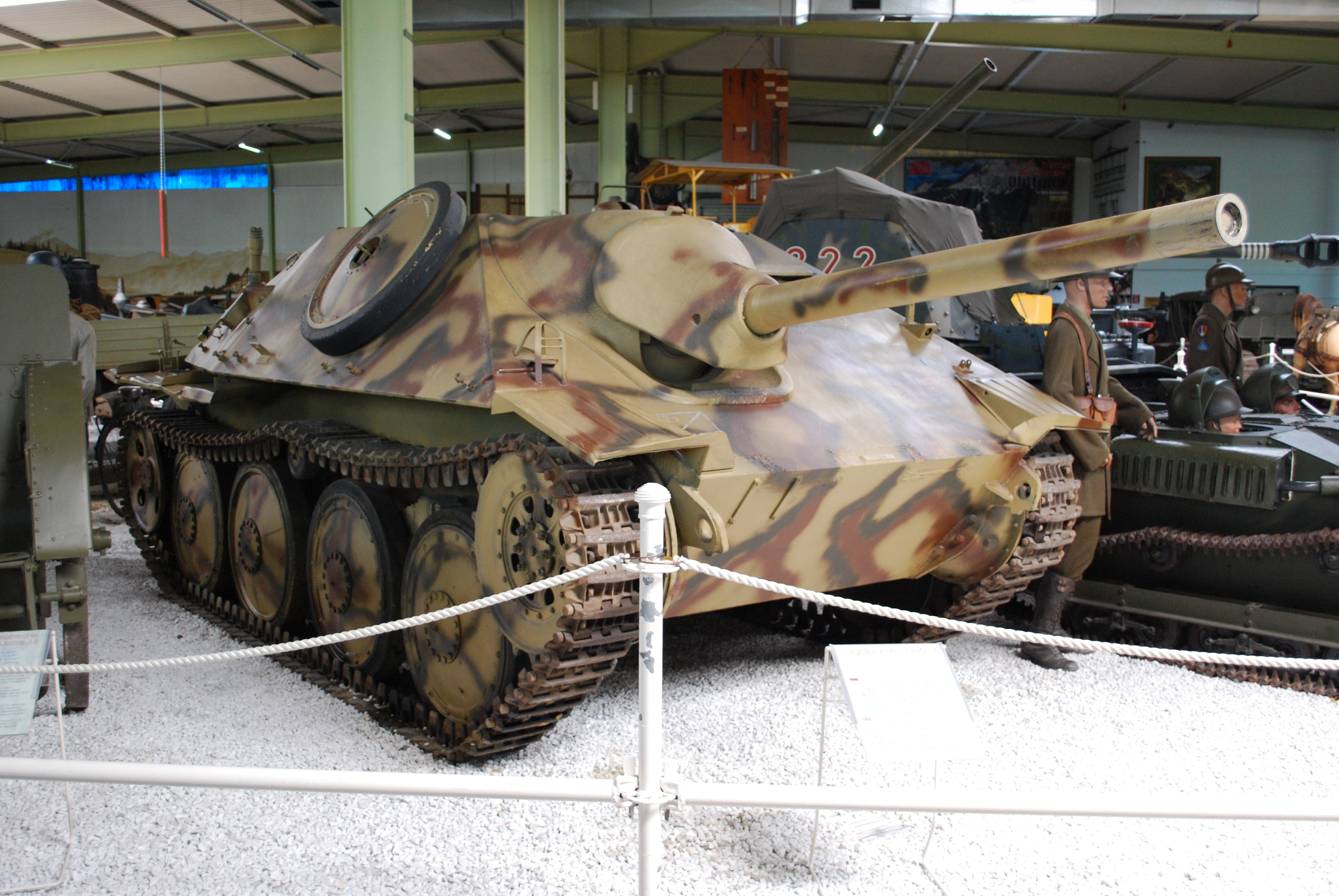
En tjeckisk G-13 ombyggd för att se ut som den kända Jagdpanzer 38(t). Många G-13 har blivit ombyggda för att se ut som Jagdpanzer 38(t) för att locka besökare till museum. Hjulet på sidan av vagnen avslöjar den.
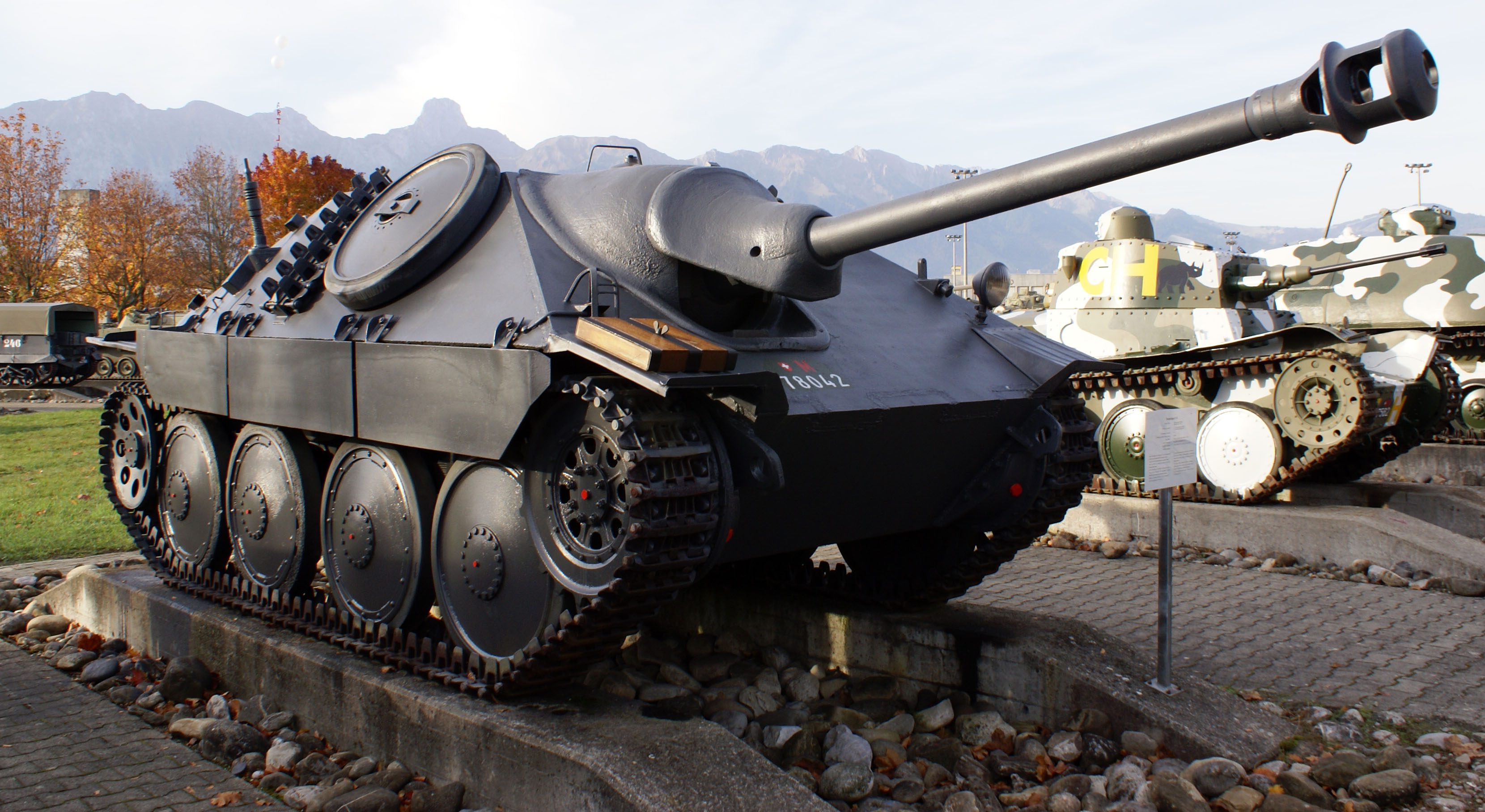
Tjeckiskt byggd G-13 som gjorde tjänst i Schweiz. Denna individ står på pansarmuseet i Thun.
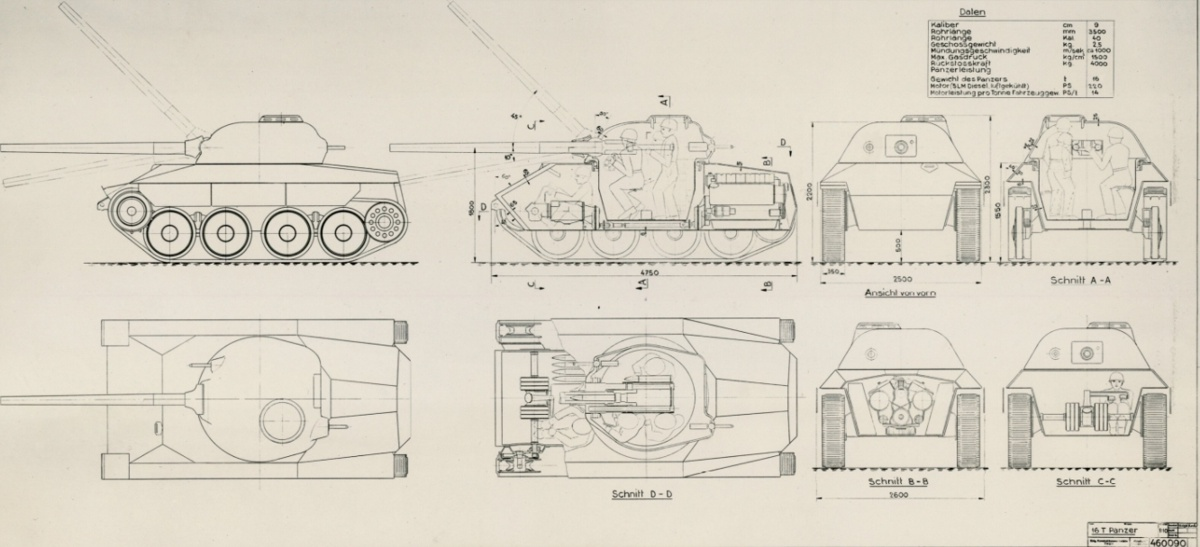
Laupen 16T ritning. Ett av de mer avancerade projekten att konvertera Jagdpanzer 38(t) till en stridsvagn.

## Bevarade exemplar
- Base Borden Military Museum - Ontario, Canada
- Texas Military Forces Museum - Austin, Texas, USA
- Munster stridsvagnsmuseum, Tyskland
- Thun Tank Museum, Schweiz
- Försvarsfordonsmuseet Arsenalen, Strängnäs, Sverige